# Prosek (stanice metra)
Prosek (zkratka PR, projektový název Prosek II) je stanice metra na Proseku v Praze, budovaná od května 2004. 
Stanice je umístěna na křižovatce ulic Vysočanská a Prosecká, je součástí úseku IV.C2 linky C pražského metra a leží mezi stanicemi Letňany (konečná stanice) a Střížkov. Uvedena do provozu byla 8. května 2008.
V původním plánu se s touto druhou stanicí na Proseku nepočítalo, do územního plánu byla zanesena až v roce 2000.

## Charakteristika stanice

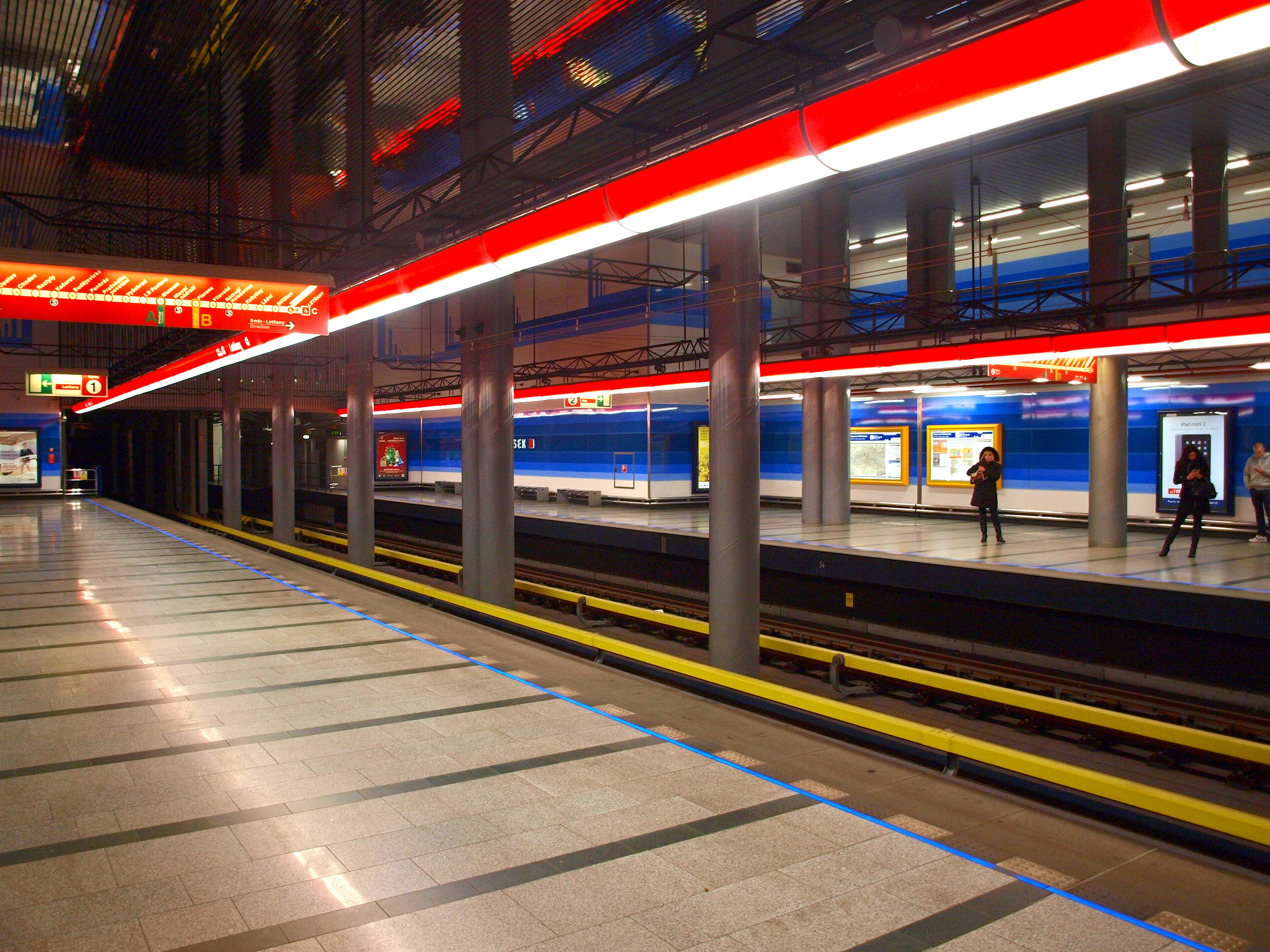
Pohled na nástupiště stanice

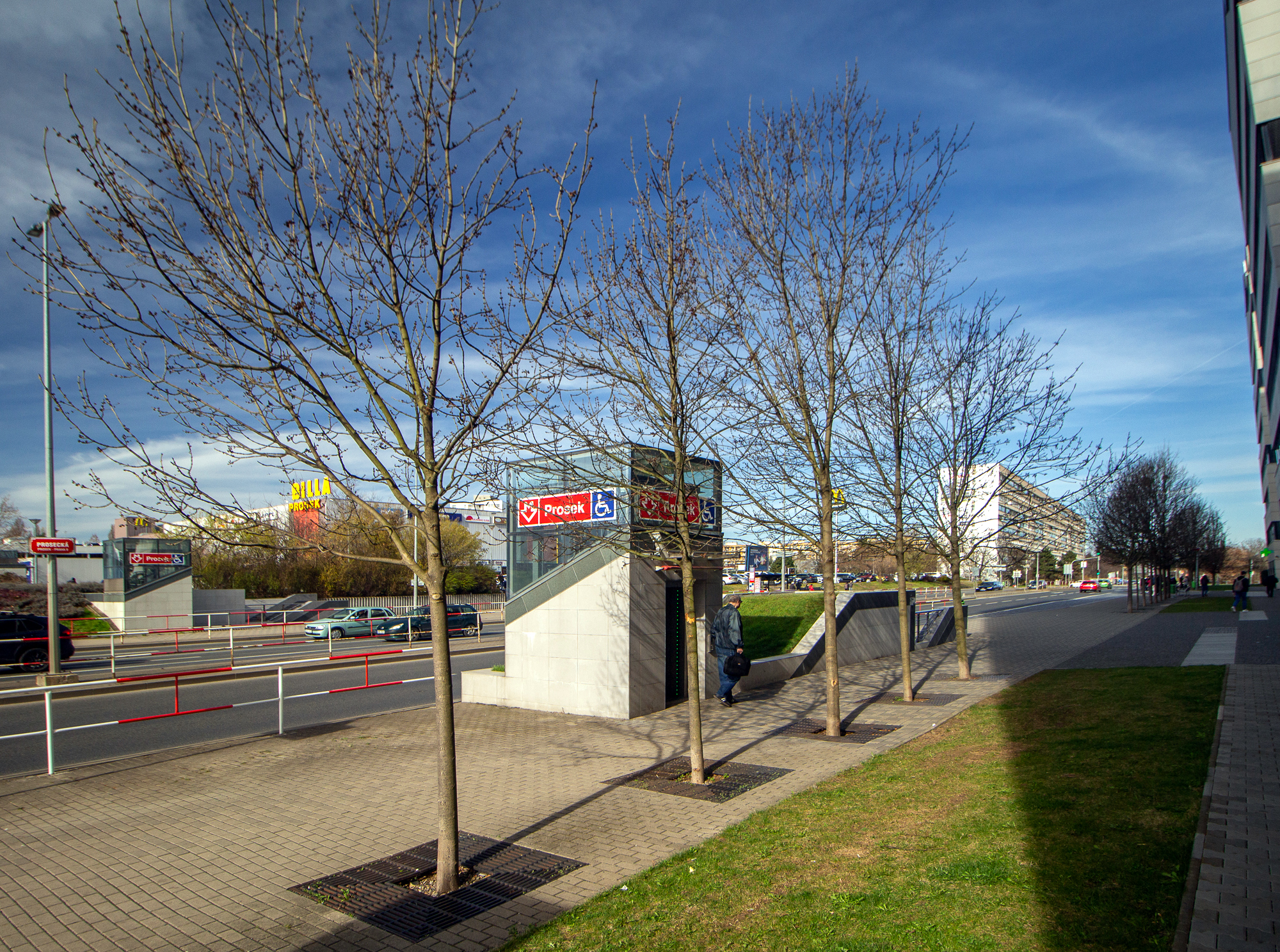
Uliční výtah

Stanice je hloubená, umístěna 13 metrů pod povrchem a je řešena jako dvoulodní - se dvěma postranními nástupišti. Přechod mezi nástupišti je umožněn pomocí přemostění. Nástupiště mají vysoký strop, podpíraný sloupy mezi kolejemi. Součástí stanice je vestibul s východy v oblasti křižovatky Vysočanská x Prosecká a podchody pod oběma zmíněnými ulicemi.
Stanice navazuje na autobusovou zastávku Prosek. V jejím okolí je panelová zástavba sídliště Prosek, obchodní centrum s Billou, a nové bytové a kancelářské budovy (například kancelářské centrum Prosek Point).
Nedaleko stanice se nachází původně románský kostel sv. Václava.